# Anton Fehr

Anton Fehr

Anton Fehr (* 24. Dezember 1881 in Lindenberg im Allgäu; † 2. April 1954 ebenda) war ein deutscher Agrarwirtschaftler und Politiker.

## Leben
Anton Fehr besuchte das Humanistische Gymnasium Kempten und nach praktischer Ausübung der Landwirtschaft die Akademie für Landwirtschaft und Brauerei Weihenstephan, dann die landwirtschaftliche Abteilung der Technischen Hochschule München. Hier trat er dem Corps Guestphalia an. Nach längerer Tätigkeit in der Landwirtschaft arbeitete er kurze Zeit am Laboratorium für Bodenkunde und von 1904 bis 1905 als Assistent am Milchwirtschaftlichen Institut in Weihenstephan. Er war von 1905 bis 1909 Landwirtschaftslehrer im Allgäu und von 1909 bis 1917 Kreisinspektor für Milchwirtschaft in Oberbayern. 1917 wurde er zum Lehrer für Milchwirtschaft an der Hochschule Weihenstephan berufen; von 1919 bis Oktober 1935 war er dort ordentlicher Professor. Fehr leitete als Professor das Milchwirtschaftliche Institut in Weihenstephan. Von Oktober 1915 bis März 1922 stand er im Nebenamt der bayerischen Landesfettstelle in München vor.
Fehr war Mitglied des Bayerischen Bauernbundes und von Juni 1920 bis November 1933 Reichstagsabgeordneter. Er gehörte dem ersten, zweiten, dritten, vierten, fünften, sechsten, siebten und achten Reichstag an.
Vom 21. März bis zum 24. November 1922 war er Reichsminister für Ernährung und Landwirtschaft im Kabinett Wirth II. Von Juni 1924 bis Juli 1930 war er auch Bayerischer Staatsminister für Landwirtschaft und Arbeit.
Der Stürmer startete eine Kampagne gegen Fehr und behauptete, dieser habe sich 1922 als Reichsernährungsminister bestechen lassen. Von diesem Vorwurf wurde er in einem Gerichtsverfahren freigesprochen.
Im Oktober 1935 wurde Fehr als Professor und Leiter des Milchwirtschaftlichen Instituts in Weihenstephan entlassen. Diesen „Hinauswurf“ bezeichnete Gauleiter Adolf Wagner in einem Schreiben an Rudolf Heß vom 28. Oktober 1935 als „Unrecht“. In Weihenstephan wurden auch drei weitere Hochschullehrer wegen ihrer Zugehörigkeit oder Nähe zu Weimarer Parteien entlassen.

Am 31. Mai 1936 schied Fehr als 1. Vorsitzender des Deutschen Milchwirtschaftlichen Reichsverbands zwangsweise aus. Zwei Tage nach dem  Attentat auf Hitler am 20. Juli 1944 wurde er gemeinsam mit Otto Geßler und Andreas Hermes auf Schloss Achberg bei Lindau verhaftet, später nach Berlin (Prinz-Albrecht-Straße) gebracht und dann im Konzentrationslager Ravensbrück inhaftiert. Ein Prozess vor dem Volksgerichtshof fand nicht statt.
Fehr kehrte 1945 an die Hochschule Weihenstephan zurück.

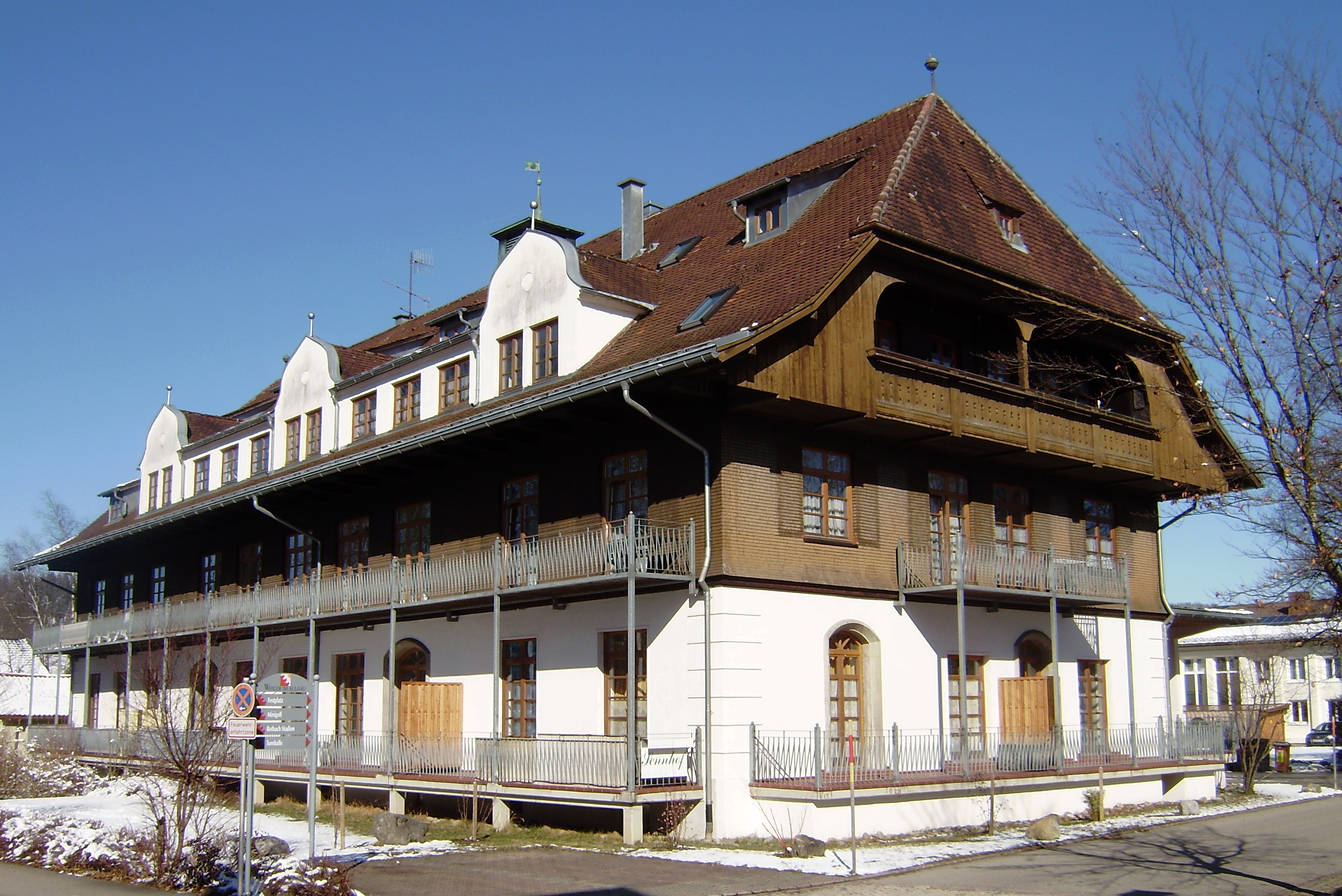
Sennhof, 1929/1930 errichtetes Schulgebäude der Lehr- und Versuchsanstalt für Emmentalkäserei in Weiler im Allgäu; später Dr.-Anton-Fehr-Schule genannt

## Ehrungen
- 1927: Ehrendoktor (Weihenstephan)[2]
- 1951: Ehrenbürger von Lindenberg im Allgäu
- 1952: Großes Verdienstkreuz der Bundesrepublik Deutschland

## Porträt
- Bronzegussmedaille 1951, 87,2 mm, Josef Bernhart fecit. Prämie für hervorragende Leistungen in der Milchwirtschaft von der Deutschen Landwirtschafts-Gesellschaft. Vorderseite: Bärtiges Halsbildnis nach links, signiert: BERNHART // Rückseite: Bauer peitscheschwingend hinter Ochsengespann. Standort: Deutsches Museum München, Privatsammlungen